# 坂口健太郎
坂口 健太郎（さかぐち けんたろう、1991年7月11日 - ）は、日本の俳優、モデル。東京都府中市出身。トライストーン・エンタテイメント所属。

## 略歴
2010年、19歳のとき、自ら応募した第25回『MEN'S NON-NO モデルオーディション』に合格しモデル活動をスタート。
2014年、映画『シャンティ デイズ 365日、幸せな呼吸』で俳優デビュー。メンズノンノ6月号で専属モデルとして20年ぶりに単独表紙を飾る。2015年8月22日、24時間テレビ ドラマスペシャル『母さん、俺は大丈夫』でテレビドラマ初出演。同年10月、TBS金曜ドラマ『コウノドリ』で連続ドラマ初出演。同年11月11日、初のスタイル&フォトブック『坂道』を発売。2016年、上半期NHK連続テレビ小説第94作『とと姉ちゃん』でNHK朝ドラ初出演。同年舞台『かもめ』で舞台初出演。2017年、『64-ロクヨン- 前編/後編』で第40回日本アカデミー賞・新人俳優賞を受賞する。同年2月2日、第41回エランドール賞・新人賞を受賞。『MEN’S NON-NO』2・3月号で、同誌モデル史上初めての2号連続表紙を飾る。同年2月4日、『君と100回目の恋』で映画初主演を務める。2017年6月9日発売の『MEN’S NON-NO』7月号で7年活動してきた専属モデルを卒業することが発表された。
2018年3月16日、自身初となるファースト写真集『25.6』が発売された。同年4月、関西テレビ・フジテレビ系火9ドラマ『シグナル 長期未解決事件捜査班』で連続ドラマ初主演を果たす。同年8月24日、『ちいさな英雄-カニとタマゴと透明人間-「サムライエッグ｣』で声優業初挑戦。2021年4月2日、初主演を務めた連続ドラマ『シグナル 長期未解決事件捜査班』の劇場版で映画単独初主演を果たす。同年上半期NHK連続テレビ小説第104作『おかえりモネ』で『とと姉ちゃん』以来5年ぶりにNHK朝ドラに出演。2022年に放送された大河ドラマ『鎌倉殿の13人』で主人公北条義時の愛息北条泰時を演じ、NHK大河ドラマ初出演。
2023年、『ヘルドッグス』で第46回日本アカデミー賞・優秀助演男優賞を受賞。同年7月、女性ファッション誌『ViVi』の人気投票企画「2023年上半期 国宝級イケメンランキング」ADULT部門1位を獲得。

## 人物
家族構成は母、姉。父は他界している。
高校時代はバレーボール部に所属、選手として活躍した。
やまもり三香の漫画『ひるなかの流星』に登場する馬村大輝のモデル。

## 出演
主演作品は役名を太字で表示

### 映画
- シャンティ デイズ 365日、幸せな呼吸（2014年10月25日、スールキートス） - 瞬 役
- 娚の一生（2015年2月14日、ショウゲート） - 信夫 役
- 予告犯（2015年6月6日、東宝） - 市川学 役
- 海街diary（2015年6月13日、東宝） - 藤井朋章 役
- at Home アットホーム（2015年8月22日、ファントム・フィルム） - 森山淳 役[16]
- ヒロイン失格（2015年9月19日、ワーナー・ブラザース映画） - 弘光廣祐 役[17]
- 俺物語!!（2015年10月31日、東宝） - 砂川誠 役
- 残穢 - 住んではいけない部屋 -（2016年1月30日、松竹） - 三澤徹夫 役[18]
- 64-ロクヨン- 前編/後編（2016年5月7日 / 6月11日、東宝） - 手嶋 役[19]
- 高台家の人々（2016年6月4日、東宝） - 岸本浩平 役[20]
- オケ老人!（2016年11月11日、ファントム・フィルム） - 坂下 役[21]
- 君と100回目の恋（2017年2月4日、アスミック・エース） - 主演・長谷川陸 役（miwaとダブル主演）[22]
- ナラタージュ（2017年10月7日、東宝 / アスミック・エース） - 小野玲二 役[23]
- 今夜、ロマンス劇場で（2018年2月10日、ワーナー・ブラザース映画） - 主演・牧野健司 役（綾瀬はるかとダブル主演）[24]
- 人魚の眠る家（2018年11月16日、松竹） - 星野祐也 役[25]
- 劇場版 ファイナルファンタジーXIV 光のお父さん（2019年6月21日、ギャガ） - 主演・岩本アキオ 役（吉田鋼太郎とダブル主演）[26]
- そして、生きる（2019年9月27日、WOWOW） - 主演・清水清隆 役（有村架純とダブル主演）[27]
- 仮面病棟（2020年3月6日、ワーナーブラザース映画）- 主演・速水秀悟 役[28]
- 劇場版シグナル 長期未解決事件捜査班（2021年4月2日、東宝） - 主演・三枝健人 役[29]
- 余命10年（2022年3月4日、ワーナー・ブラザース映画） - 主演・真部和人 役（小松菜奈とダブル主演）[30][31]
- ヘルドッグス（2022年9月16日、東映 / ソニー・ピクチャーズ エンタテインメント） - 室岡秀喜 役[32]
- サイド バイ サイド 隣にいる人（2023年4月14日、ハピネットファントム・スタジオ） - 主演・未山 役[33]
- パレード（2024年2月29日、Netflix） - アキラ 役[34]
- 盤上の向日葵（2025年10月31日公開予定、ソニー・ピクチャーズ エンタテインメント / 松竹） - 主演・上条桂介 役[35]

### 劇場アニメ
- ちいさな英雄-カニとタマゴと透明人間-「サムライエッグ｣（2018年8月24日、東宝） - パパ / 医者 役[36]
- ドラゴンクエスト ユア・ストーリー（2019年8月2日、東宝） - ヘンリー 役[37]

### テレビドラマ
- 24時間テレビ ドラマスペシャル『母さん、俺は大丈夫』（2015年8月22日、日本テレビ） - 黒木徹 役
- コウノドリ（TBS） - 白川領 役
  - 第1シリーズ（2015年10月16日 - 12月18日） [38]
  - 第2シリーズ（2017年10月13日 - 12月22日）[39]
- いつかこの恋を思い出してきっと泣いてしまう（2016年1月18日 - 3月21日、フジテレビ） - 中條晴太 役[40]
- 重版出来!（2016年4月12日 - 6月14日、TBS） - 小泉純 役[41]
- 連続テレビ小説（NHK総合）
  - とと姉ちゃん（2016年4月26日 - 6月11日・8月17日 - 9月8日） - 星野武蔵 役[42]
  - おかえりモネ（2021年5月17日 - 10月29日） - 菅波光太朗 役[43][44]
- 宮部みゆきサスペンス「模倣犯」（2016年9月21日・22日、テレビ東京） - 網川浩一（ピース） 役[45]
- 金曜ロードSHOW! 特別ドラマ企画「がっぱ先生!」（2016年9月23日、日本テレビ） - 佐伯隆二 役[46]
- 東京タラレバ娘（日本テレビ） - KEY（鍵谷春樹） 役
  - 東京タラレバ娘（2017年1月18日 - 3月22日）
  - 東京タラレバ娘2020（2020年10月7日、）[47]
- ごめん、愛してる（2017年7月9日 - 9月17日、TBS） - 日向サトル 役[48]
- シグナル 長期未解決事件捜査班（関西テレビ・フジテレビ） - 主演・三枝健人 役
  - シグナル 長期未解決事件捜査班（2018年4月10日 - 6月12日） [10]
  - シグナル 長期未解決事件捜査班 スペシャル（2021年3月30日）[49]
- 世にも奇妙な物語 ’18秋の特別編「脱出不可」（2018年11月10日、フジテレビ） - 主演・志倉真司 役[50]
- イノセンス 冤罪弁護士（2019年1月19日 - 3月23日、日本テレビ） - 主演・黒川拓 役[51]
- そして、生きる（2019年8月4日 - 9月8日、WOWOW） - 主演・清水清隆 役（有村架純とダブル主演）[52]
- 35歳の少女（2020年10月10日 - 12月12日、日本テレビ） - 広瀬結人 役[53]
- エアガール（2021年3月20日、テレビ朝日） - 三島優輝 役[54]
- 婚姻届に判を捺しただけですが（2021年10月19日 - 12月21日、TBS） - 百瀬柊 役[55][56]
- WOWOWオリジナルドラマ ヒル（WOWOWプライム） - カラ 役[57]
  - Season1（2022年3月4日 - 4月15日）
  - Season2（2022年4月15日 - 5月20日） - 主演
- 大河ドラマ 鎌倉殿の13人（2022年6月12日 - 12月18日、NHK総合） - 北条泰時 役[58][59]
- 競争の番人（2022年7月11日 - 9月19日、フジテレビ） - 主演・小勝負勉 役（杏とダブル主演）[60]
- Dr.チョコレート（2023年4月22日 - 6月24日、日本テレビ） - 主演・野田哲也（Teacher） 役[61][62]
- CODE-願いの代償-（2023年7月2日 - 9月3日、読売テレビ・日本テレビ） - 主演・二宮湊人 役[63]

### 配信ドラマ
- 愛のあとにくるもの（2024年9月27日、Coupang Play） - 主演・潤吾 役（イ・セヨンとダブル主演）[64]
- さよならのつづき（2024年11月14日、Netflix） - 主演・成瀬和正 役（有村架純とダブル主演）[65][66]

### 舞台
- かもめ（2016年10月29日 - 11月13日、東京芸術劇場 プレイハウス / 11月16日、メディキット県民文化センター 演劇ホール / 11月19日 - 20日、まつもと市民芸術館 主ホール / 11月23日、札幌市教育文化会館 大ホール / 11月26日 - 27日、滋賀県立芸術劇場 びわ湖ホール 中ホール / 11月29日 - 30日、杜のホールはしもと ホール / 12月3日 - 4日、穂の国とよはし芸術劇場PLAT 主ホール） - トレープレフ 役[67]
- お気に召すまま -As You Like It-（2019年7月30日 - 8月18日、東京芸術劇場 プレイハウス / 8月22日 - 25日、穂の国とよはし芸術劇場PLAT 主ホール / 8月31日 - 9月1日、りゅーとぴあ新潟市民芸術文化会館 劇場 / 9月4日 - 8日、兵庫県立芸術文化センター 阪急中ホール / 9月11日、熊本県立劇場 演劇ホール / 9月14日 - 15日、北九州芸術劇場 中劇場） - オーランド 役[68]

### テレビ番組
- A-Studio（2016年4月8日、2022年2月26日、TBS）[69]
- ミュージックステーション（2017年1月27日、テレビ朝日）[注 1][70]
- COUNT DOWN TV（2017年2月4日、TBS）[注 1][70]
- VS嵐（2018年1月3日、フジテレビ）[注 2]
- 第72回NHK紅白歌合戦（2021年12月31日、NHK総合・ラジオ第1） - ゲスト審査員[71]

### バラエティ
- オールスター感謝祭2016春（TBS）
- 関口宏の東京フレンドパーク2017 7月ドラマ大集合SP!（TBS）

### ラジオ
- 坂口健太郎のオールナイトニッポンGOLD（2018年3月16日、ニッポン放送）[72]
- 坂口健太郎のオールナイトニッポンGOLD 〜映画「仮面病棟」スペシャル〜（2020年3月6日、ニッポン放送）[73]

### CM
- niko and...
  - 「新生活」編（2014年3月7日 - 3月20日）
  - 「マリンピクニック」編（2014年4月4日 - 4月17日）
  - 「10周年 であうにあうMOVIE 『春、夏、君、僕。』」編（2017年3月10日 - ）
  - 「10周年 であうにあうMOVIE 『雨、のち、秋、冬。』」編（2017年9月8日 - ）
- 集英社オレンジ文庫
  - 「夢中な人・有村+坂口」編（2015年1月20日 - ）
  - 「不思議な本屋」編（2015年8月20日 - ）
- 第一三共ヘルスケア「ミノン」 - 坂田遼介 役[74]
  - 「彼の引っ越し」篇（2015年2月25日 - ）
  - 「彼とケンカ」篇（2015年9月3日 - ）
  - 「彼と買い物」篇（2016年9月29日 - ）
  - 「結婚式の日」篇（2016年12月1日 - ）
  - 「話さなくても」篇（2017年10月21日 - ）
  - 「似ているようで違う」篇（2018年2月17日 - ）
  - 「銭湯で」篇（2018年10月10日 - ）
  - 「甥っ子」篇（2018年11月17日 - ）
  - 「なでたくなる」篇・「ひとつじゃない」篇 (2019年10月19日 -)[75]
- トーンモバイル「TONE」[76]
  - 「僕はマザコン」篇（2016年2月26日 - ）
  - 「大人になって後悔」篇（2017年3月3日 - ）
  - 「空気を読まずにプロポーズ」篇（2017年8月4日 - ）
  - 「まさかドコモと 親も子も」篇／「まさかドコモと 受験」篇（2021年12月15日 - ）
- サントリー「オランジーナ」[77]
  - 「人として」篇（2016年6月1日 - ）
  - 「ジュテーム問題」篇（2016年7月18日 - ）
  - 「恋の予感」篇（2016年11月7日 - ）
  - 「バースディパーティ」篇（2017年6月20日 - ）
- 野村證券「夢に力を。力に夢を。」[78]
  - 「赤レンガ」篇／「曲げわっぱ」篇（2016年5月21日 - ）
  - 「茶の道」篇（2016年12月31日 - ）
  - 「未来のテーラー」篇（2017年4月8日 - ）
  - 「同窓会」篇（2017年6月3日 - ）
  - 「2020のリレー 自己ベスト」篇（2018年2月9日 - ）
  - 「人生100年」篇（2018年4月14日 - ）
  - 「ゆとりのひと ラップ口座」篇／「ゆとりのひと 8GOALs」篇（2018年8月18日 - ）
  - 「新しい風」篇（2018年12月26日 - ）
- ブルボン「アルフォート」
  - 「一人旅・バス」篇（2016年9月6日 - ）
  - 「一人旅・スモア」篇（2016年11月25日 - ）
  - 「一人旅・ターミナル」篇（2017年1月27日 - ）
  - 「一人旅2 買い物」篇（2017年9月5日 - ）
  - 「一人旅2 パーティー」篇（2017年11月24日 - ）
  - 「一人旅2 こどもたち」篇（2018年1月19日 - ）
  - 「電車」篇（2018年9月4日 - ）
  - 「ロッジ」篇（2018年11月23日 - ）
- パーソルキャリア「デューダ」
  - 「DODA それぞれの転職 #001坂口健太郎篇」（2017年7月31日 - ）
- ニッポンハム「中華名菜」
  - ｢酢豚｣篇 / ｢八宝菜｣篇（2017年9月10日 - 10月31日）
- アサヒビール「クリアアサヒ クリアセブン」
  - 「心から愛せる7% おいしい」篇／「心から愛せる7% 愛しちゃうぞ」篇（2018年7月3日 - ）
- ガンホー「妖怪ウォッチ ワールド」
  - 「取り憑ける」篇（2018年7月2日 - ）
  - 「妖怪大戦」篇（2018年8月8日 - ）
- スズキ「ラパン モード」
  - 「横顔」篇（2018年12月7日 - ）
  - 「守りたい笑顔」篇（2019年6月18日 - ）
  - 「無邪気な笑顔」篇（2020年1月23日 - ）
- キリンビバレッジ 「午後の紅茶 おいしい無糖 香るレモン」
  - 「新しい爽やかさを、無糖の紅茶から。」篇（2021年9月28日 - ）[79]
  - 「おいでよ、新しい、爽やかへ。」篇（2022年2月27日 - ）[80]
- アットホーム「ウォーリーがさがす!」
  - 「登場」、「2人で楽しく探す篇」、「売買たくさん篇」（2021年10月9日 - ）[81]
  - 「質問に答えて探す篇」、「こだわって探す篇」（2021年12月11日 - ）[82]
  - 「売買特技篇」（2022年1月4日 - ）[83]
  - 「物件条件劇場 〜この部屋に住んだら〜」（2022年2月18日 - ）[注 3][84]
- エスビー食品
  - 「本挽きカレー」（2022年4月15日 - 2023年1月31日）[85]
  - 「赤缶カレー パウダールウ」（2023年2月6日 - ）
- 麒麟麦酒「キリン グリーンズフリー」（2022年4月15日 - ）[86]
- ライオン「ソフラン Airis(エアリス)」（2023年4月6日 - ）[87]
- 任天堂「ゼルダの伝説 ティアーズ オブ ザ キングダム」（2023年5月12日 - ）[88]
- 魔女工場（2023年9月 - ）[89]
- 信金中央金庫（2024年9月 - ）[90]

### モデル
- 集英社ピンキー文庫 - ブックカバーモデル
  - miyu『こいうた。〜俺様天使とあたしの青春glee!〜』
  - miyu『こいうた。〜俺様天使とあたしの文化祭glee!〜』
- 集英社オレンジ文庫（2015年1月20日 - ） - イメージモデル
- 集英社オレンジ文庫 - ブックカバーモデル
  - ひずき優『書店男子と猫店主の長閑なる午後』
  - ひずき優『書店男子と猫店主の平穏なる余暇』
- L’air de Savon[91] - イメージモデル（2015年2月26日 - ）

### ミュージック・ビデオ
- miwa「夜空。feat.ハジ→」[92]
- The STROBOSCORP「アイオクリ」[注 1][注 4][93]
- RADWIMPS「うるうびと」
- &TEAM「Under the skin」

### ゲーム
- レイトン ミステリージャーニー カトリーエイルと大富豪の陰謀（2017年7月20日発売、レベルファイブ） - ノア・モントール の声 [94]
- 妖怪ウォッチ ワールド（2018年6月27日配信、ガンホー・レベルファイブ） - PV出演

## 受賞歴
2015年度
- 第11回おおさかシネマフェスティバル 新人男優賞（『俺物語!!』『ヒロイン失格』）[95]

2016年度
- 第40回日本アカデミー賞 新人俳優賞（『64－ロクヨン－前編』『64－ロクヨン－後編』）[96]
- 第41回エランドール賞 新人賞[97]

2017年度
- エル シネマ大賞2017「エル メン賞」[98]

2021年度
- ソウルドラマアワード2021 「アジアスター賞」（シグナル 長期未解決事件捜査班 スペシャル）[99]

2022年度
- 第46回日本アカデミー賞 優秀助演男優賞（『ヘルドッグス』）[11]

2023年度
- 「2023年上半期 ViVi国宝級イケメンランキング」ADULT部門1位[12]

2024年度
- OCEANS Feel So Good AWARD2024 SEIKO PROSPEX特別賞[100]

## 作品

### 参加作品
- 映画『君と100回目の恋』オリジナルサウンドトラック（2017年1月25日）[注 1][101]
  - 「アイオクリ」「単純な感情」（『君と100回目の恋』劇中歌）

## 書籍
- 坂口健太郎ムック『坂道』（2015年11月11日、集英社）
- 坂口健太郎ファースト写真集『25.6』（2018年3月16日、集英社）
- 坂口健太郎写真集『君と、』（2021年12月24日、ワニブックス）